# Мужская сборная Индонезии по флорболу
Мужская национальная сборная Индонезии по флорболу — представляет Индонезию на международных соревнованиях по флорболу. Управляющей организацией является Ассоциация флорбола Индонезии (англ. Indonesian Floorball Association).

## Результаты выступлений

### Кубок Азии и Океании
| Год  | Победы | Ничьи | Поражения | Место |
| ---- | ------ | ----- | --------- | ----- |
| 2017 | 2      | 0     | 4         | 4     |

### Игры Юго-Восточной Азии
| Год  | Победы         | Ничьи          | Поражения      | Место          |
| ---- | -------------- | -------------- | -------------- | -------------- |
| 2013 | не участвовали | не участвовали | не участвовали | не участвовали |
| 2015 | не участвовали | не участвовали | не участвовали | не участвовали |
| 2019 | .              | .              | .              | 5              |